# احمد بن صالح

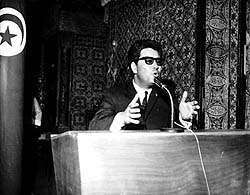
احمد بن صالح در دهه شصت

احمد بن صالح (عربی: أحمد بن صالح؛ زاده: ۱۳ ژانویه ۱۹۲۶) در شهر مکنین در منطقه ساحلی تونس به‌دنیا آمد. وی یک سیاستمدار و فعال سندیکاها و اتحادیه کارگری تونس است که در دهه ۱۹۶۰ چندین منصب وزارتی را نیز برعهده داشت.

## دوران جوانی و آموزشها
وی در مکنین وارد مدرسه فرانسوی عربی، و سپس در اکتبر ۱۹۳۸ وارد مدرسه الصادقیه شده و مدارک تحصیلی خودش را کسب کرد. بدنبال آن در اواخر سال ۱۹۴۵ و اواخر ۱۹۴۸ برای مطالعه ادبیات عربی به پاریس رفت.
در زمان اشغال آلمان به انجمن «جوانان محمد» که توسط «عبدالمجید بن جدو» رهبری می‌شد پیوست. در سال ۱۹۴۵ در انتشار یک نشریه که الهلال نام داشت شرکت کرد. در ۱۹۴۴–۱۹۴۵ انجمن دانش‌آموزان جوان را تشکیل داد و ریاست آنرا برعهده گرفت.

## اتحادیه

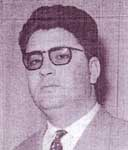
احمد بن صالح

پس از بازگشت از فرانسه، در انستیتوی عالی در سوسه ثبت نام کرد و در کنگره چهارم اتحادیه عمومی تونس برای کار (۱۹۵۱) شرکت کرد و در مقابل خروج اتحادیه از فدراسیون اتحادیه‌های کارگری (FSM) ایستاد. با این وجود او به فدراسیون کارگری اتحادیه‌های آزاد (SEISEL) پیوست و بعنوان دبیرکل اتحادیه عمومی کارگران تونسی انتخاب شد (۱۹۵۶–۱۹۵۴) ولی توسط حبیب بورقیبه در دسامبر ۱۹۵۶ برکنار شد.
در سال ۱۹۵۶ او به عنوان عضو تأسیسی ملی انتخاب شد و در ۱۹۵۹، ۱۹۶۴ و ۱۹۶۹ مجدداً برای مجلس ملی انتخاب گردید. در سال ۱۹۵۷، به عنوان وزیر بهداشت منصوب شد که در دهه ۱۹۶۰ وزارتخانه‌های اقتصادی نیز به آن تعلق گرفتند. در ژوئیه ۱۹۶۸، همچنین وزارت آموزش و پرورش به آن اضافه شد. وی در همان دوره، عضو دیوان سیاسی حزب سوسیالیست و قانون اساسی و معاون دبیرکل نیز بود. اما در مقابل از بین رفتن استانداردهای زندگی در ۷ نوامبر ۱۹۶۹ از وزارتخانه‌های اقتصادی و وزارت آموزش و پرورش کناره‌گیری نمود و در نهایت به اتهام خیانت در مه ۱۹۷۰ به دیوان عالی کشور ارجاع شد که او را به ۱۰ سال کار اجباری محکوم کردند.

## دوران تبعید
او در فوریه سال ۱۹۷۳ از زندان فرار کرد تا به الجزایر بپیوندد و در برخی از کشورهای اروپایی مستقر شود. در دوران تبعید وی حزب جنبش وحدت ملی را تأسیس کرد. پس از سرنگونی بورقیبه، او در ماه مه ۱۹۸۸ برای بازگشت به تونس مورد عفو قرار گرفت. اما به دلیل اینکه حکومت جدید به جنبش وی اجازه فعالیت نداد، در سپتامبر ۱۹۹۰ کشورش را ترک کرد. در تبعید وی در کنار نخست‌وزیر سابق محمد مظالی و رشید قنوچی بود و سرانجام در سپتامبر ۲۰۰۰ به تونس بازگشت.
==